# Royal Arsenal

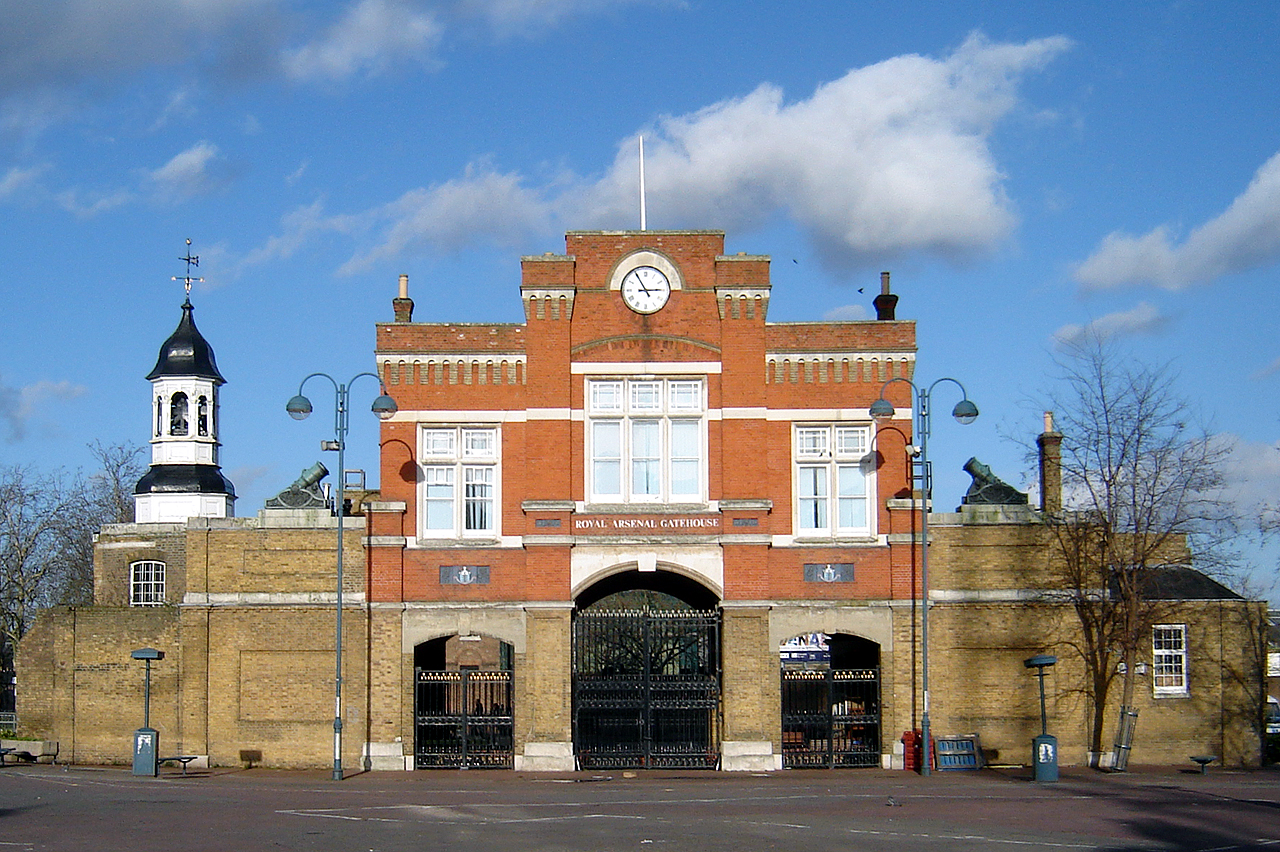
Gårdshuset till Woolwich Royal Arsenal (Februari 2007)

Royal Arsenal, Woolwich, namnet från arsenal, ursprungligen känt som Woolwich Warren, tillverkade vapen och ammunition  samt testade och provsköt vapen och sprängmedel för det brittiska försvaret på den södra banken av Themsen i sydöstra delen av London.

## Etableringen
Warren vid Tower Place började 1671 som ett upplag och förvaringsplats på 125 000 m2. 
Royal Laboratory för provning av ammunition tillkom 1695 och utökades med ett kanongjuteri, Royal Brass Foundry, 1771.
Därefter uppförde straffångar en tre meter hög och fyra kilometer lång tegelstensmur runt hela området. 1804 byggdes muren till och varierade mellan sex meter nära Plumstead Road och 4,5 meter på andra ställen. Under åren 1814-16 grävde straffångarna också en kanal, Ordnance Canal, som utgjorde östra gränsen.
1805 under kung George III:s tid döptes området på kungens förslag till Royal Arsenal. 
Vid denna tid var Woolwich redan ett livligt militärt centrum med Woolwich Dockyard  väster om och med Royal Military Academy och Royal Artillerys huvudkvarter i söder. Arsenal blev ett centrum för ingenjörsteknisk utveckling bland annat för ångdrivna sågverk.

## Krimkriget
Som förberedelse för krimkriget (1854-56), utsågs Frederick Abel (senare adlad som Sir Frederick Abel) till förste kemist för att utveckla nya kemiska sprängmedel.
Han var ansvarig för att utveckla bomullskrut på ett säkert sätt och för att vinna en patentstrid med Alfred Nobel om rätten att använda  kordit, som Abel hade utvecklat tillsammans med professor James Dewar. 
Royal Arsenal bredde ut sig åt öster långt utanför tegelmuren in i Plumsteads sankmarker.
1868 bildade 20 arbetare på Arsenal ett företag i Plumstead för att köpa in mat. Det kallades  Royal Arsenal Co-operative Society. Under de närmaste 115 åren utökades verksamheten till en halv miljon medlemmar i hela London. Verksamheten omfattade allt från service vid begravning och bostad och bibliotek och försäkring.

## Fotboll
1886 bildade arbetare vid Arsenal en fotbollsklubb, från början kallad Dial Square efter en arbetsplats i hjärtat av komplexet.
De spelade sin första match 11 december och vann med 6-0 över Eastern Wanderers från Isle of Dogs. 
Klubben döptes om till Royal Arsenal två veckor senare.
Senare känd som 'Woolwich Reds', trädde man in i den professional ligan som Woolwich Arsenal in 1893. Idag är klubben känd som Arsenal FC, efter att ha flyttat till norra London 1913. 

## Första världskriget
Vid höjdpunkten under första världskriget sträckte sig området över 5,3 km² och sysselsatte 80 000 personer.
Under den lugnare perioden efter första världskriget byggdes ånglokomotiv.
Här stöptes också minnesmärken att utdelas till de efterlevande till dem som stupat under kriget.

## Andra världskriget
Före och under Andra världskriget ökade antalet fabriker avsevärt och antalet anställda ökade till ungefär 30 000. På grund av risken för tyska angrepp flyttades också en del av fabrikerna som tillverkade sprängmedel. Ev av fabrikerna på Frog Island träffades och förstördes av bomber.
Under luftraiderna med V-1 och V-2 dödades 103 och skadades 770 personer.
Efter kriget följde en tystare persiod när man tillverkade järnvägsvagnar. Krigsmaterialtillverkningen ökade sedan under Koreakriget.

## Den slutliga nedläggningen
1967 upphörde all tillverkning och marken såldes till Greater London Council som byggde upp en ny stad, Thamesmead. 
En del användes till vad som nu heter Griffin Manor Way där bland annat Ford Motor Company blev hyresgäst 1955. 
Frog Island såldes sedan och där finns nu Plumstead Bus Garage.
Sedan 1991 finns också en säkerhetsanstalt, Belmarsh, uppförd. 